# Caroline Andersson
Caroline Andersson, née le 29 juillet 2001 à Oskarström, est une coureuse cycliste suédoise, pratiquant la course sur route et en cyclo-cross.

## Biographie
Caroline Andersson est née à Oskarström en 2001 dans une famille de cyclistes. Son père, Michael Andersson, et sa tante, Kristina Ranudd, ont représentés à Suède aux Jeux olympiques.
Elle commence à pratiquer le cyclisme à l'âge de 7 ans, avant de rejoindre un club italien, où elle grandit vers l'âge de 15 ans. En 2017, elle représente la Suède lors du festival olympique de la jeunesse européenne.
Elle signe son premier contrat professionnel avec la Team Coop-Hitec en 2021 pour 2 saisons, avant de rejoindre l'équipe Liv Racing-Teqfind pour 2023. Cette structure disparait à la fin de la saison, une grande partie étant absorbée par l'équipe Liv-ALUla-Jayco qu'elle rejoint également pour 2024.
Lors de l'été 2024, elle représente la Suède lors de la course en ligne des Jeux olympiques de Paris 2024, où elle se classe à la 14e place.

## Palmarès sur route

### Résultats sur les grands tours

#### Tour d'Italie
1 participation
- 2025 : abandon (6e étape)

#### Tour de France
2 participations :
- 2024 : 34e
- 2023 : 45e

#### Tour d'Espagne
2 participations :
- 2024 : 32e
- 2023 : 33e

### Classements mondiaux
| Année                                 | 2020 | 2021 | 2022 | 2023 | 2024 |
| ------------------------------------- | ---- | ---- | ---- | ---- | ---- |
| Classement UCI                        | 561e | nc   | 444e | 358e | 129e |
| UCI World Tour                        | nc   | nc   | 229e | 150e | 97e  |
|                                       |      |      |      |      |      |
| Légende : nc = non classéSource : UCI |      |      |      |      |      |

## Palmarès en cyclo-cross
- 2023-2024
  -  Championne de Suède de cyclo-cross
- 2024-2025
  -  Championne de Suède de cyclo-cross